# Aquiles Serdán (Chihuahua)
Pour le révolutionnaire dont elle tire son nom, voir Aquiles Serdán.
Aquiles Serdán est une municipalité de l'État de Chihuahua, au Mexique. Elle couvre une superficie de 651,1 km2 et compte 15 516 habitants en 2015.
Elle tire son nom du révolutionnaire Aquiles Serdán (1876-1910) donné par decret le 28 Décembre 1932 en l'honneur du révolutionnaire.